# Artur Sanhá
Pour les articles homonymes, voir Sanhá.
 (juin 2023).
Si vous disposez d'ouvrages ou d'articles de référence ou si vous connaissez des sites web de qualité traitant du thème abordé ici, merci de compléter l'article en donnant les références utiles à sa vérifiabilité et en les liant à la section « Notes et références ».
António Artur Sanhá né en 1965, est un homme politique bissau-guinéen.
Premier ministre de la Guinée-Bissau du 28 septembre 2003 au 10 mai 2004 et maire de Bissau de 2010 à 2014.

## Biographie
Sanhá appartient au Parti pour le renouveau social (PRS) de l'ancien président Kumba Ialá. Après la victoire électorale de Ialá aux élections présidentielles, Sanhá a été désigné, en février 2000, comme ministre de l'Intérieur. Il a été démis de ses fonctions en août 2001. Après la chute de Ialá lors du coup d'État militaire de 2003, le 28 septembre 2003, il est devenu Premier ministre sous le président par intérim Henrique Rosa.
Aux élections législatives de mars 2004, le Parti africain pour l'indépendance de la Guinée et du Cap-Vert (PAIGC) l'emporte et son président Carlos Gomes Júnior lui succède le 9 mai 2004 à la tête du gouvernement.
En juin 2005, lors de manifestations de partisans de Ialá qui ont allégué une fraude au premier tour de l'élection présidentielle au cours de laquelle Ialá a officiellement pris la troisième place, la police a tiré sur des manifestants et a brièvement arrêté Sanhá, qui menait la marche et a été retrouvé par la police transportant une charge pistolet,.